# Coppa Italia 2018-2019 (turni eliminatori)
I turni eliminatori della Coppa Italia 2018-2019 si sono disputati tra il 28 luglio e il 6 dicembre 2018. Hanno partecipato a questa prima fase della competizione 70 club: 8 di essi si sono qualificati alla fase finale, composta da 16 squadre.

## Date
| Fase              | Turno    | Data                |                     |
| ----------------- | -------- | ------------------- | ------------------- |
| Turni eliminatori | 1º turno | 28-29 luglio 2018   | 28-29 luglio 2018   |
| Turni eliminatori | 2º turno | 4-5-7 agosto 2018   | 4-5-7 agosto 2018   |
| Turni eliminatori | 3º turno | 11-12 agosto 2018   | 11-12 agosto 2018   |
| Turni eliminatori | 4º turno | 4-5-6 dicembre 2018 | 4-5-6 dicembre 2018 |

## Squadre
| Legenda                                                                  | Legenda            | Legenda           | Legenda                         |
| ------------------------------------------------------------------------ | ------------------ | ----------------- | ------------------------------- |
| I club con numero di tabellone 1-8 sono già qualificati alla fase finale |                    |                   |                                 |
| I club vincitori del quarto turno avanzano alla fase finale              |                    |                   |                                 |
| I club sconfitti nel primo turno,                                        | nel secondo turno, | nel terzo turno e | nel quarto turno sono eliminati |

| Squadre    | Rank    |
| Serie A    | Serie A |
| ---------- | ------- |
| Milan      | 1       |
| Atalanta   | 2       |
| Fiorentina | 3       |
| Inter      | 4       |
| Lazio      | 5       |
| Roma       | 6       |
| Juventus   | 7       |
| Napoli     | 8       |

| Squadre   | Rank    |
| Serie A   | Serie A |
| --------- | ------- |
| Sassuolo  | 9       |
| Bologna   | 10      |
| Genoa     | 11      |
| Parma     | 12      |
| Empoli    | 13      |
| Torino    | 14      |
| Chievo    | 15      |
| Sampdoria | 16      |
| SPAL      | 17      |
| Cagliari  | 18      |
| Frosinone | 19      |
| Udinese   | 20      |

| Squadre        | Rank    |
| Serie B        | Serie B |
| -------------- | ------- |
| Benevento      | 21      |
| Venezia        | 22      |
| Palermo        | 23      |
| Spezia         | 24      |
| Ascoli         | 25      |
| Pescara        | 26      |
| Cosenza        | 27      |
| Cittadella     | 28      |
| Cremonese      | 29      |
| Lecce          | 30      |
| Padova         | 31      |
| Carpi          | 32      |
| Foggia         | 33      |
| Verona         | 34      |
| Livorno        | 35      |
| Crotone        | 36      |
| Virtus Entella | 37      |
| Salernitana    | 38      |
| Brescia        | 39      |
| Perugia        | 40      |
| Novara         | 41      |
| Pro Vercelli   | 42      |

| Squadre             | Rank    |
| Serie C             | Serie C |
| ------------------- | ------- |
| Renate              | 43      |
| Siena               | 44      |
| Alessandria         | 45      |
| Casertana           | 46      |
| Juve Stabia         | 47      |
| Catania             | 48      |
| Ternana             | 49      |
| Monza               | 50      |
| Feralpisalò         | 51      |
| Pisa                | 52      |
| Monopoli            | 53      |
| Trapani             | 54      |
| AlbinoLeffe         | 55      |
| Viterbese Castrense | 56      |
| Sambenedettese      | 57      |
| Vicenza             | 58      |
| Südtirol            | 59      |
| Carrarese           | 60      |
| Rende               | 65      |
| Pordenone           | 66      |
| Piacenza            | 68      |
| Triestina           | 69      |
| Virtus Francavilla  | 70      |
| Pontedera           | 72      |
| Pistoiese           | 74      |
| Giana Erminio       | 76      |
| Sicula Leonzio      | 77      |

| Squadre        | Rank    |
| Serie D        | Serie D |
| -------------- | ------- |
| Imolese        | 61      |
| Albalonga      | 62      |
| Chieri         | 63      |
| Unione Sanremo | 64      |
| Campodarsego   | 67      |
| Matelica       | 71      |
| Como           | 73      |
| AZ Picerno     | 75      |
| Rezzato        | 78      |

## Tabellone
|  | Primo turno | Primo turno         | Primo turno |  |  | Secondo turno | Secondo turno       | Secondo turno |  |    | Terzo turno  | Terzo turno         | Terzo turno |  |    | Quarto turno         | Quarto turno | Quarto turno |
|  |             |                     |             |  |  |               |                     |               |  |    |              |                     |             |  |    |                      |              |              |
|  | 56          | Viterbese Castrense | 1           |  |  | 25            | Ascoli              | 0             |  |    | 16           | Sampdoria           | 1           |  |    |                      |              |              |
|  | 65          | Rende               | 0           |  |  | 56            | Viterbese Castrense | 4             |  |    | 56           | Viterbese Castrense | 0           |  |    | 16                   | Sampdoria    | 2            |
|  | 57          | Sambenedettese      | 1           |  |  | 24            | Spezia              | 2             |  |    | 24           | Spezia              | 0           |  | 17 | SPAL                 | 1            |              |
|  | 64          | Unione Sanremo      | 0           |  |  | 57            | Sambenedettese      | 1             |  |    | 17           | SPAL                | 1           |  |    |                      |              |              |
|  | 49          | Ternana (dtr)       | 1 (4)       |  |  | 32            | Carpi               | 0             |  |    | 9            | Sassuolo            | 5           |  |    |                      |              |              |
|  | 72          | Pontedera           | 1 (2)       |  |  | 49            | Ternana             | 2             |  |    | 49           | Ternana             | 1           |  |    | 9                    | Sassuolo     | 2            |
|  | 48          | Catania             | 3           |  |  | 33            | Foggia              | 1             |  |    |              |                     |             |  | 48 | Catania              | 1            |              |
|  | 73          | Como                | 0           |  |  | 48            | Catania             | 3             |  |    | 48           | Catania             | 2           |  |    |                      |              |              |
|  | 47          | Juve Stabia         | 1           |  |  | 34            | Verona              | 4             |  | 34 | Verona       | 0                   |             |  |    |                      |              |              |
|  | 74          | Pistoiese           | 0           |  |  | 47            | Juve Stabia         | 1             |  |    |              |                     |             |  |    |                      |              |              |
|  | 52          | Pisa (dtr)          | 2 (5)       |  |  | 29            | Cremonese           | 3 (2)         |  |    | 12           | Parma               | 0           |  |    |                      |              |              |
|  | 69          | Triestina           | 2 (3)       |  |  | 52            | Pisa (dtr)          | 3 (4)         |  |    | 52           | Pisa                | 1           |  |    | 41                   | Novara       | 3            |
|  |             |                     |             |  |  | 39            | Brescia (dtr)       | 1 (4)         |  |    |              |                     |             |  | 52 | Pisa                 | 2            |              |
|  |             |                     |             |  |  | 42            | Pro Vercelli        | 1 (1)         |  |    | 39           | Brescia             | 2 (4)       |  |    |                      |              |              |
|  |             |                     |             |  |  | 40            | Perugia             | 1             |  | 41 | Novara (dtr) | 2 (5)               |             |  |    |                      |              |              |
|  |             |                     |             |  |  | 41            | Novara              | 3             |  |    |              |                     |             |  |    |                      |              |              |
|  | 60          | Carrarese           | 0           |  |  | 21            | Benevento           | 3             |  |    | 20           | Udinese             | 1           |  |    |                      |              |              |
|  | 61          | Imolese             | 1           |  |  | 61            | Imolese             | 1             |  |    | 21           | Benevento (dts)     | 2           |  |    | 21                   | Benevento    | 1            |
|  | 53          | Monopoli (dtr)      | 1 (5)       |  |  | 28            | Cittadella          | 1             |  |    | 13           | Empoli              | 0           |  | 28 | Cittadella           | 0            |              |
|  | 68          | Piacenza            | 1 (3)       |  |  | 53            | Monopoli            | 0             |  |    | 28           | Cittadella          | 3           |  |    |                      |              |              |
|  | 54          | Trapani             | 1           |  |  | 54            | Trapani             | 1             |  |    | 14           | Torino              | 4           |  |    |                      |              |              |
|  | 67          | Campodarsego        | 0           |  |  | 27            | Cosenza (dts)       | 2             |  |    | 27           | Cosenza             | 0           |  |    | 14                   | Torino       | 2            |
|  | 59          | Südtirol            | 2           |  |  | 22            | Venezia             | 0             |  |    | 19           | Frosinone           | 0           |  | 59 | Südtirol             | 0            |              |
|  | 62          | Albalonga           | 1           |  |  | 59            | Südtirol            | 1             |  |    | 59           | Südtirol            | 2           |  |    |                      |              |              |
|  | 51          | Feralpisalò         | 2           |  |  | 30            | Lecce (dts)         | 1             |  |    | 11           | Genoa               | 4           |  |    |                      |              |              |
|  | 70          | Virtus Francavilla  | 0           |  |  | 51            | Feralpisalò         | 0             |  |    | 30           | Lecce               | 0           |  |    | 11                   | Genoa        | 3 (6)        |
|  | 44          | Siena               | 2           |  |  | 37            | Virtus Entella      | 3             |  |    |              |                     |             |  | 37 | Virtus Entella (dtr) | 3 (7)        |              |
|  | 77          | Sicula Leonzio      | 0           |  |  | 44            | Siena               | 0             |  |    | 37           | Virtus Entella      | 2           |  |    |                      |              |              |
|  | 43          | Renate              | 0           |  |  | 38            | Salernitana         | 6             |  | 38 | Salernitana  | 0                   |             |  |    |                      |              |              |
|  | 78          | Rezzato             | 2           |  |  | 78            | Rezzato             | 1             |  |    |              |                     |             |  |    |                      |              |              |
|  | 50          | Monza               | 1           |  |  | 31            | Padova              | 1             |  |    | 10           | Bologna             | 2           |  |    |                      |              |              |
|  | 71          | Matelica            | 0           |  |  | 50            | Monza               | 0             |  |    | 31           | Padova              | 0           |  |    | 10                   | Bologna      | 3            |
|  | 46          | Casertana           | 2           |  |  | 35            | Livorno (dtr)       | 1 (7)         |  |    |              |                     |             |  | 36 | Crotone              | 0            |              |
|  | 75          | AZ Picerno          | 0           |  |  | 46            | Casertana           | 1 (6)         |  |    | 35           | Livorno             | 0           |  |    |                      |              |              |
|  | 45          | Alessandria         | 0           |  |  | 36            | Crotone             | 4             |  | 36 | Crotone      | 1                   |             |  |    |                      |              |              |
|  | 76          | Giana Erminio       | 1           |  |  | 76            | Giana Erminio       | 0             |  |    |              |                     |             |  |    |                      |              |              |
|  | 55          | AlbinoLeffe         | 0           |  |  | 26            | Pescara (dtr)       | 2 (4)         |  |    | 15           | Chievo              | 1           |  |    |                      |              |              |
|  | 66          | Pordenone           | 1           |  |  | 66            | Pordenone           | 2 (3)         |  |    | 26           | Pescara             | 0           |  |    | 15                   | Chievo       | 1            |
|  | 58          | Vicenza             | 2           |  |  | 23            | Palermo (dtr)       | 2 (6)         |  |    | 18           | Cagliari            | 2           |  | 18 | Cagliari             | 2            |              |
|  | 63          | Chieri              | 1           |  |  | 58            | Vicenza             | 2 (5)         |  |    | 23           | Palermo             | 1           |  |    |                      |              |              |

## Primo turno

### Tabellini
| Arbitro: | Meleleo (Casarano) |

|                     |           |  |
| Alfageme 24’, 90+1’ | Marcatori |  |

| Arbitro: | Meraviglia (Pistoia) |

|  |           |               |
|  | Marcatori | 58’ Marzeglia |

| Arbitro: | Lorenzin (Castelfranco Veneto) |

|           |           |  |
| Barba 53’ | Marcatori |  |

| Arbitro: | Amabile (Vicenza) |

|                            |           |              |
| Costantino 53’ Vinetot 83’ | Marcatori | 55’ Corsetti |

| Arbitro: | Miele (Torino) |

|  |           |                        |
|  | Marcatori | 45’ Sodinha 53’ Geroni |

| Arbitro: | Cipriani (Empoli) |

|             |           |  |
| Palermo 59’ | Marcatori |  |

| Arbitro: | Annaloro (Collegno) |

|  |           |               |
|  | Marcatori | 90+1’ Bombagi |

| Arbitro: | Guida (Salerno) |

|              |           |  |
| Gelonese 48’ | Marcatori |  |

| Arbitro: | Marini (Trieste) |

|                            |           |              |
| Maistrrello 14’ Curcio 35’ | Marcatori | 30’ Pautassi |

| Arbitro: | Curti (Milano) |

|  |           |               |
|  | Marcatori | 69’ De Marchi |

| Arbitro: | Vigile (Cosenza) |

|                                   |           |  |
| Lodi 29’ Rossetti 45’ Curiale 75’ | Marcatori |  |

| Arbitro: | Pasciuta (Ravenna) |

|                        |           |  |
| Marchi 53’, 64’ (rig.) | Marcatori |  |

| Arbitro: | Carella (Bari) |

|            |           |  |
| Paponi 80’ | Marcatori |  |

| Arbitro: | Robilotta (Sala Consilina) |

|                                          |                      |                             |
| Scoppa 105+2’ (rig.)                     | Marcatori            | 97’ Sylla                   |
| Scoppa Donnarumma De Franco Sounas Zampa | Tiri di rigore 5 – 3 | Porcari Marotta Sylla Silva |

| Arbitro: | D'Ascanio (Ancona) |

|                                 |           |  |
| Bulevardi 48’ Neglia 62’ (rig.) | Marcatori |  |

| Arbitro: | Camplone (Pescara) |

|                                     |                      |                                  |
| Vantaggiato 27’ (rig.)              | Marcatori            | 13’ La Vigna                     |
| López Vantaggiato Defendi Altobelli | Tiri di rigore 4 – 2 | Mannini Gargiulo Borri Tommasini |

| Arbitro: | Pashuku (Albano Laziale) |

|            |           |  |
| Evacuo 11’ | Marcatori |  |

| Arbitro: | Marchetti (Ostia Lido) |

|                                              |                      |                                     |
| Moscardelli 60’, 96’                         | Marcatori            | 11’, 105+3’ (rig.) Bracaletti       |
| Moscardelli Birindelli Gucher De Vitis Negro | Tiri di rigore 5 – 3 | Coletti Procaccio Bracaletti Mensah |

### Risultati
| Squadra 1           | Risultato       | Squadra 2          |
| ------------------- | --------------- | ------------------ |
| Viterbese Castrense | 1 - 0           | Rende              |
| Sambenedettese      | 1 - 0           | Unione Sanremo     |
| Ternana             | 1 - 1 (4-2 dtr) | Pontedera          |
| Catania             | 3 - 0           | Como               |
| Juve Stabia         | 1 - 0           | Pistoiese          |
| Pisa                | 2 - 2 (5-3 dtr) | Triestina          |
| Monopoli            | 1 - 1 (5-3 dtr) | Piacenza           |
| Carrarese           | 0 - 1           | Imolese            |
| Trapani             | 1 - 0           | Campodarsego       |
| Südtirol            | 2 - 1           | Albalonga          |
| Feralpisalò         | 2 - 0           | Virtus Francavilla |
| Siena               | 2 - 0           | Sicula Leonzio     |
| Renate              | 0 - 2           | Rezzato            |
| Monza               | 1 - 0           | Matelica           |
| Casertana           | 2 - 0           | AZ Picerno         |
| Alessandria         | 0 - 1           | Giana Erminio      |
| AlbinoLeffe         | 0 - 1           | Pordenone          |
| Vicenza             | 2 - 1           | Chieri             |

## Secondo turno

### Tabellini
| Arbitro: | Massimi (Termoli) |

|  |           |                                            |
|  | Marcatori | 34’ Ngissah 39’ Zerbin 71’, 84’ Vandeputte |

| Arbitro: | Volpi (Arezzo) |

|  |           |                             |
|  | Marcatori | 12’ Vantaggiato 45+1’ Rivas |

| Arbitro: | Giua (Olbia) |

|                            |           |              |
| Pierini 66’ Bartolomei 82’ | Marcatori | 77’ Gelonese |

| Arbitro: | Pillitteri (Palermo) |

|            |           |                             |
| Evacuo 63’ | Marcatori | 58’ Di Piazza 93’ Azzinnari |

| Arbitro: | Marini (Roma 1) |

|                                |           |                   |
| Insigne 1’ Coda 9’ Improta 28’ | Marcatori | 53’ (aut.) Maggio |

| Arbitro: | Baroni (Firenze) |

|               |           |  |
| Benedetti 57’ | Marcatori |  |

| Arbitro: | Ros (Pordenone) |

|  |           |            |
|  | Marcatori | 89’ Fabbri |

| Arbitro: | Minelli (Varese) |

|                                 |                      |                         |
| Donnarumma 47’                  | Marcatori            | 90+3’ Berra             |
| Torregrossa Sabelli Curcio Ndoj | Tiri di rigore 4 – 1 | Mammarella Polidori Mal |

| Arbitro: | Maggioni (Lecco) |

|                                                      |                      |                                       |
| Montalto 16’ (rig.) Castrovilli 23’ Castagnetti 119’ | Marcatori            | 3’ Zammarini 67’ Masucci 105’ Cuppone |
| Brighenti Mogoș Strefezza Boultam                    | Tiri di rigore 2 – 4 | Moscardelli Cuppone Masucci De Vitis  |

| Arbitro: | Guccini (Albano Laziale) |

|                                                                 |                      |                                                                 |
| Giannetti 86’                                                   | Marcatori            | 88’ (rig.) De Vena                                              |
| Maiorino Giannetti Valiani Kozák Rocca Albertazzi Parisi Murilo | Tiri di rigore 7 – 6 | De Marco De Vena Romano Santoro Pinna Rainone Lorenzini Ferrara |

| Arbitro: | Abbattista (Molfetta) |

|             |           |  |
| Capelli 50’ | Marcatori |  |

| Arbitro: | Fourneau (Roma 1) |

|                                                             |                      |                                                       |
| Rajković 90+4’, 117’                                        | Marcatori            | 90+2’ (rig.) Giacomelli 101’ Tronco                   |
| Nestorovski Trajkovski Embalo Rajković Salvi Fiore Bellusci | Tiri di rigore 6 – 5 | Giacomelli Tronco Gashi Bonetto Zonta Grandi Stevanin |

| Arbitro: | Dionisi (L'Aquila) |

|          |           |                                  |
| Vido 72’ | Marcatori | 4’ Stoppa 34’ Schiavi 86’ Simeri |

| Arbitro: | Di Martino (Teramo) |

|                                                     |                      |                                                    |
| Brugman 45’ Cocco 69’                               | Marcatori            | 68’ (rig.) Burrai 79’ Magnaghi                     |
| Brugman Monachello Machin Gravillon Bunino Proietti | Tiri di rigore 4 – 3 | De Agostini Burrai Bombagi Ciurria Stefani Bertoli |

| Arbitro: | Rapuano (Rimini) |

|                                                    |           |             |
| Matos 8’ Caracciolo 33’ Pazzini 59’ Di Carmine 73’ | Marcatori | 48’ Canotto |

| Arbitro: | Piscopo (Imperia) |

|                                     |           |  |
| Belli 20’ Petrović 32’ Di Paola 60’ | Marcatori |  |

| Arbitro: | Pezzuto (Lecce) |

|                                       |           |  |
| Stoian 4’, 54’ Nalini 39’ Firenze 87’ | Marcatori |  |

| Arbitro: | Illuzzi (Molfetta) |

|          |           |                            |
| Gori 73’ | Marcatori | 13’, 80’ Rossetti 70’ Lodi |

| Arbitro: | Di Paolo (Avezzano) |

|                                                                        |           |           |
| Bocalon 33’, 68’ Vuletich 62’ Volpicelli 81’ Odjer 84’ Castiglia 90+1’ | Marcatori | 60’ Bruno |

| Arbitro: | Nasca (Bari) |

|             |           |  |
| Palombi 94’ | Marcatori |  |

### Risultati
| Squadra 1      | Risultato       | Squadra 2           |
| -------------- | --------------- | ------------------- |
| Ascoli         | 0 - 4           | Viterbese Castrense |
| Spezia         | 2 - 1           | Sambenedettese      |
| Carpi          | 0 - 2           | Ternana             |
| Foggia         | 1 - 3           | Catania             |
| Verona         | 4 - 1           | Juve Stabia         |
| Cremonese      | 3 - 3 (2-4 dtr) | Pisa                |
| Brescia        | 1 - 1 (4-1 dtr) | Pro Vercelli        |
| Perugia        | 1 - 3           | Novara              |
| Cittadella     | 1 - 0           | Monopoli            |
| Benevento      | 3 - 1           | Imolese             |
| Trapani        | 1 - 2 (dts)     | Cosenza             |
| Venezia        | 0 - 1           | Südtirol            |
| Lecce          | 1 - 0 (dts)     | Feralpisalò         |
| Virtus Entella | 3 - 0           | Siena               |
| Salernitana    | 6 - 1           | Rezzato             |
| Padova         | 1 - 0           | Monza               |
| Livorno        | 1 - 1 (7-6 dtr) | Casertana           |
| Crotone        | 4 - 0           | Giana Erminio       |
| Pescara        | 2 - 2 (4-3 dtr) | Pordenone           |
| Palermo        | 2 - 2 (6-5 dtr) | Vicenza             |

Note
1. ↑  Inversione di campo rispetto all'esito del sorteggio.

## Terzo turno

### Tabellini
| Arbitro: | Giacomelli (Trieste) |

|           |           |                      |
| Machís 7’ | Marcatori | 70’ Viola 104’ Tello |

| Arbitro: | La Penna (Roma 1) |

|                         |           |  |
| Piątek 2’, 9’, 18’, 38’ | Marcatori |  |

| Arbitro: | Mazzoleni (Bergamo) |

|            |           |  |
| Rigoni 55’ | Marcatori |  |

| Arbitro: | Ghersini (Genova) |

|  |           |             |
|  | Marcatori | 47’ Petagna |

| Arbitro: | Pasqua (Tivoli) |

|                           |           |  |
| Silvestri 33’ Marotta 41’ | Marcatori |  |

| Arbitro: | Piccinini (Forlì) |

|                                             |                      |                                           |
| Donnarumma 10’ Torregrossa 58’ (rig.)       | Marcatori            | 70’ (rig.) Schiavi 80’ Sciaudone          |
| Morosini Gastaldello Donnarumma Curcio Ndoj | Tiri di rigore 4 – 5 | Visconti Sciaudone Maniero Ronaldo Simeri |

| Arbitro: | Valeri (Roma 2) |

|                    |           |                        |
| Pavoletti 31’, 73’ | Marcatori | 52’ (rig.) Nestorovski |

| Arbitro: | Sacchi (Macerata) |

|  |           |                               |
|  | Marcatori | 17’, 55’ Scappini 65’ Finotto |

| Arbitro: | Maresca (Napoli) |

|  |           |                              |
|  | Marcatori | 40’ Costantino 88’ Turchetta |

| Arbitro: | Rocchi (Firenze) |

|  |           |            |
|  | Marcatori | 61’ Rohdén |

| Arbitro: | Serra (Torino) |

|  |           |               |
|  | Marcatori | 28’ Zammarini |

| Arbitro: | Aureliano (Bologna) |

|            |           |  |
| Jankto 75’ | Marcatori |  |

| Arbitro: | Calvarese (Teramo) |

|                                                              |           |             |
| Boateng 9’ Berardi 21’ (rig.), 41’ Duncan 27’ Magnanelli 80’ | Marcatori | 72’ Defendi |

| Arbitro: | Pairetto (Nichelino) |

|                               |           |  |
| Currarino 2’ Mota Carvalho 6’ | Marcatori |  |

| Arbitro: | Abisso (Palermo) |

|                                        |           |  |
| Baselli 9’ Belotti 28’, 65’ Rincón 67’ | Marcatori |  |

| Arbitro: | Fabbri (Ravenna) |

|                               |           |  |
| Džemaili 71’ (rig.) Dijks 78’ | Marcatori |  |

### Risultati
| Squadra 1      | Risultato       | Squadra 2           |
| -------------- | --------------- | ------------------- |
| Sampdoria      | 1 - 0           | Viterbese Castrense |
| Spezia         | 0 - 1           | SPAL                |
| Sassuolo       | 5 - 1           | Ternana             |
| Catania        | 2 - 0           | Verona              |
| Parma          | 0 - 1           | Pisa                |
| Brescia        | 2 - 2 (4-5 dtr) | Novara              |
| Empoli         | 0 - 3           | Cittadella          |
| Udinese        | 1 - 2 (dts)     | Benevento           |
| Torino         | 4 - 0           | Cosenza             |
| Frosinone      | 0 - 2           | Südtirol            |
| Genoa          | 4 - 0           | Lecce               |
| Virtus Entella | 2 - 0           | Salernitana         |
| Bologna        | 2 - 0           | Padova              |
| Livorno        | 0 - 1           | Crotone             |
| Chievo         | 1 - 0           | Pescara             |
| Cagliari       | 2 - 1           | Palermo             |

Note
1. 1 2  Inversione di campo rispetto all'esito del sorteggio.

## Quarto turno

### Tabellini
| Arbitro: | Dionisi (L'Aquila) |

|                |           |  |
| Bandinelli 77’ | Marcatori |  |

| Arbitro: | Sacchi (Macerata) |

|                                  |           |  |
| Orsolini 40’, 67’ Falcinelli 56’ | Marcatori |  |

| Arbitro: | Di Paolo (Avezzano) |

|                           |           |              |
| Defrel 45+1’ Kownacki 82’ | Marcatori | 34’ Floccari |

| Arbitro: | Illuzzi (Molfetta) |

|                                    |           |                      |
| Peralta 22’ Bove 53’ Manconi 90+1’ | Marcatori | 16’ Marconi 72’ Lisi |

| Arbitro: | Rapuano (Rimini) |

|                         |           |            |
| Matri 14’ Locatelli 80’ | Marcatori | 41’ Brodić |

| Arbitro: | Nasca (Bari) |

|           |           |                       |
| Léris 18’ | Marcatori | 8’ Cerri 68’ Pisacane |

| Arbitro: | Marini (Roma 1) |

|                                                               |                      |                                                             |
| Piątek 27’ (rig.), 86’ (rig.) Lapadula 110’ (rig.)            | Marcatori            | 20’, 83’ Icardi 120+2’ Adorján                              |
| Bessa Veloso Sandro Biraschi Piątek Zukanović Rômulo Lapadula | Tiri di rigore 6 – 7 | Mota Nizzetto Baroni Belli Paolucci Di Paola Icardi Adorján |

| Arbitro: | Minelli (Varese) |

|                       |           |  |
| Soriano 24’ Edera 81’ | Marcatori |  |

### Risultati
| Squadra 1 | Risultato       | Squadra 2      |
| --------- | --------------- | -------------- |
| Sampdoria | 2 - 1           | SPAL           |
| Sassuolo  | 2 - 1           | Catania        |
| Novara    | 3 - 2           | Pisa           |
| Benevento | 1 - 0           | Cittadella     |
| Torino    | 2 - 0           | Südtirol       |
| Genoa     | 3 - 3 (6-7 dtr) | Virtus Entella |
| Bologna   | 3 - 0           | Crotone        |
| Chievo    | 1 - 2           | Cagliari       |